# Conclave de 1676
O Conclave de 1676 foi convocado após a morte do Papa Clemente X e durou de 2 de agosto a 21 de setembro de 1676. Levou à eleição de Benedetto Odescalchi como Papa Inocêncio XI.

## Conclave
Após a morte do Papa Clemente X em 22 de julho de 1676, o Colégio dos Cardeais se reuniu em Roma para eleger um sucessor. A faculdade era composta por 67 membros: 44 deles participaram da abertura do conclave, e o número subiu para 63 quando outros finalmente chegaram do exterior. Sete destes cardeais tinha sido criado por Urbano VIII, doze por Inocêncio X, oito por Alexander VII, e dezenove por Clemente IX e Clemente X. Os cardeais ausentes incluíam Friedrich de Hessen e Pascal de Aragão.
Uma lista já estava em circulação indicando possíveis candidatos papais. Somente o cardeal Benedetto Odescalchi era adequadamente "papabile" na época do conclave. Odescalchi emergiu como um forte candidato ao papado após a morte anterior do Papa Clemente IX, em 9 de dezembro de 1669, mas o governo francês vetou sua indicação. Após a morte de Clemente X, o rei Luís XIV de França novamente pretendera usar sua influência real contra a eleição de Odescalchi, que ele considerava simpático à Espanha. Mas, vendo que sua popularidade havia crescido entre os cardeais e o povo romano, ele instruiu relutantemente os cardeais do partido francês a concordarem com sua candidatura.
Na 1ª votação, realizada em 3 de agosto de 1676, Odescalchi recebeu 14 votos. Outros 13 candidatos permaneceram na disputa, com 25 abstenções. O número de candidatos afundou, mas a votação de 20 de setembro deu apenas 8 votos a Odescalchi. Foram distribuídos 19 votos entre os cardeais Barberini, Rospigliosi e Alberizzi, enquanto 30 cardeais se abstiveram.

## Eleição de Inocêncio XI

Brasão papal de Sua Santidade o papa Inocêncio XI

Finalmente, em 21 de setembro, Odescalchi foi cercado na capela do conclave e proclamou o papa por aclamação e não por voto formal. Cada cardeal beijando sua mão. Uma vez eleito papa, Inocêncio XI fez o Colégio jurar a capitulação do Conclave que havia sido redigida pelo conclave anterior antes de aceitar sua eleição, na tentativa de evitar limites à supremacia papal. Inocêncio foi formalmente entronizado como papa em 4 de outubro de 1676. Os cardeais Virginio Orsini e Carlo Bonelli morreram durante o conclave.

## Cardeais participantes
| Consistóro                    | 1676 |
| ----------------------------- | ---- |
| Outubro 1623                  | 1    |
| Novembro 1633                 | 1    |
| Dezembro 1641                 | 2    |
| Julho 1643                    | 3    |
| Consistórios de Urbano VIII   | 7    |
| Março 1645                    | 3    |
| Outubro 1647                  | 2    |
| Fevereiro 1652                | 4    |
| Junho 1653                    | 1    |
| Março 1654                    | 3    |
| Consistórios de Inocêncio X   | 13   |
| Abril 1657                    | 3    |
| Abril 1658                    | 1    |
| Abril 1660                    | 3    |
| Janeiro 1664                  | 10   |
| Fevereiro 1666                | 2    |
| Março 1667                    | 1    |
| Consistórios de Alexandre VII | 20   |
| Novembro 1667                 | 2    |
| Agosto 1669                   | 2    |
| Novembro 1669                 | 4    |
| Consistórios de Clemente IX   | 8    |
| Dezembro 1670                 | 2    |
| Agosto 1671                   | 3    |
| Fevereiro 1672                | 2    |
| Junho 1673                    | 6    |
| Maio 1675                     | 6    |
| Consistórios de Clemente X    | 19   |
| Total                         | 67   |

| Criado por                | Cardeais | Por Cento |
| ------------------------- | -------- | --------- |
| Papa Urbano VIII (UVIII)  | 07       | 10,45 %   |
| Papa Inocêncio X (IX)     | 013      | 19,4 %    |
| Papa Alexandre VII (AVII) | 020      | 29,85 %   |
| Papa Clemente IX (CIX)    | 08       | 11,94 %   |
| Papa Clemente X (CX)      | 019      | 28,36 %   |
| Total                     | 67       | 100 %     |

### Cardeais Bispos
| Nº | Nome                          | Consistório   | Papa  |
| -- | ----------------------------- | ------------- | ----- |
| 1  | Francesco Barberini           | Outubro 1623  | UVIII |
| 2  | Ulderico Carpegna             | Novembro 1633 | UVIII |
| 3  | Giulio Gabrielli              | Dezembro 1641 | UVIII |
| 4  | Cesare Facchinetti            | Julho 1643    | UVIII |
| 5  | Girolamo Grimaldi-Cavalleroni | Julho 1643    | UVIII |

### Cardeais Presbíteros
| Nº | Nome                                                | Consistório    | Papa  |
| -- | --------------------------------------------------- | -------------- | ----- |
| 6  | Carlo Rossetti                                      | Julho 1643     | UVIII |
| 7  | Niccolò Albergati-Ludovisi                          | Março 1645     | IX    |
| 8  | Alderano Cibo                                       | Março 1645     | IX    |
| 9  | Benedetto Odescalchi                                | Março 1645     | IX    |
| 10 | Lorenzo Raggi                                       | Outubro 1647   | IX    |
| 11 | Jean-François-Paul de Gondi de Retz                 | Fevereiro 1652 | IX    |
| 12 | Luigi Alessandro Omodei                             | Fevereiro 1652 | IX    |
| 13 | Pietro Vito Ottoboni                                | Fevereiro 1652 | IX    |
| 14 | Francesco Albizzi                                   | Março 1654     | IX    |
| 15 | Carlos Pio de Saboia                                | Março 1654     | IX    |
| 16 | Flavio Chigi                                        | Abril 1657     | AVII  |
| 17 | Girolamo Buonvisi                                   | Abril 1657     | AVII  |
| 18 | Antonio Bichi                                       | Abril 1657     | AVII  |
| 19 | Giacomo Franzoni                                    | Abril 1658     | AVII  |
| 20 | Pietro Vidoni                                       | Abril 1660     | AVII  |
| 21 | Gregório Barbarigo                                  | Abril 1660     | AVII  |
| 22 | Girolamo Boncompagni                                | Janeiro 1664   | AVII  |
| 23 | Celio Piccolomini                                   | Janeiro 1664   | AVII  |
| 24 | Carlo Carafa della Spina, C.R.                      | Janeiro 1664   | AVII  |
| 25 | Neri Corsini                                        | Janeiro 1664   | AVII  |
| 26 | Alfonso Michele Litta                               | Janeiro 1664   | AVII  |
| 27 | Giacomo Filippo Nini                                | Janeiro 1664   | AVII  |
| 28 | Paluzzo Paluzzi Altieri degli Albertoni             | Janeiro 1664   | AVII  |
| 29 | Giannicolò Conti                                    | Janeiro 1664   | AVII  |
| 30 | Giulio Spínola                                      | Fevereiro 1666 | AVII  |
| 31 | Innico Caracciolo                                   | Fevereiro 1666 | AVII  |
| 32 | Giovanni Dolfino                                    | Março 1667     | AVII  |
| 33 | Giacomo Rospigliosi                                 | Dezembro 1667  | CIX   |
| 34 | Emmanuel Théodose de La Tour d'Auvergne de Bouillon | Agosto 1669    | CIX   |
| 35 | Luis Manuel Fernández de Portocarrero               | Agosto 1669    | CIX   |
| 36 | Camillo Massimo                                     | Dezembro 1670  | CX    |
| 37 | Gasparo Carpegna                                    | Dezembro 1670  | CX    |
| 38 | Bernardo Gustavo de Baden-Durlach, O.S.B.           | Agosto 1671    | CX    |
| 39 | César d'Estrées                                     | Agosto 1671    | CX    |
| 40 | Juan Everardo Nithard, S.J.                         | Agosto 1671    | CX    |
| 41 | Piero de Bonzi                                      | Fevereiro 1672 | CX    |
| 42 | Pietro Francesco Orsini, O.P.                       | Fevereiro 1672 | CX    |
| 43 | Francesco Nerli                                     | Junho 1673     | CX    |
| 44 | Girolamo Gastaldi                                   | Junho 1673     | CX    |
| 45 | Federico Baldeschi Colonna                          | Junho 1673     | CX    |
| 46 | Galeazzo Marescotti                                 | Maio 1675      | CX    |
| 47 | Alessandro Crescenzi                                | Maio 1675      | CX    |
| 48 | Bernardino Rocci                                    | Maio 1675      | CX    |
| 49 | Fabrizio Spada                                      | Maio 1675      | CX    |
| 50 | Mario Alberizzi                                     | Maio 1675      | CX    |
| 51 | Philip Howard, O.P.                                 | Maio 1675      | CX    |

### Cardeais Diáconos
| Nº | Nome                    | Consistório   | Papa |
| -- | ----------------------- | ------------- | ---- |
| 52 | Francesco Maidalchini   | Outubro 1647  | IX   |
| 53 | Carlo Barberini         | Junho 1653    | IX   |
| 54 | Decio Azzolini          | Março 1654    | IX   |
| 55 | Paolo Savelli           | Janeiro 1664  | AVII |
| 56 | Sigismondo Chigi        | Dezembro 1667 | CIX  |
| 57 | Carlo Cerri             | Novembro 1669 | CIX  |
| 58 | Lazzaro Pallavicino     | Novembro 1669 | CIX  |
| 59 | Niccolò Acciaiuoli      | Novembro 1669 | CIX  |
| 60 | Buonaccorso Buonaccorsi | Novembro 1669 | CIX  |
| 61 | Felice Rospigliosi      | Janeiro 1673  | CX   |
| 62 | Girolamo Casanate       | Janeiro 1673  | CX   |
| 63 | Pietro Basadonna        | Janeiro 1673  | CX   |

## Ausentes

### Cardeal Bispo
| Nº | Nome                            | Consistório   | Papa  |
| -- | ------------------------------- | ------------- | ----- |
| 1  | Virginio Orsini, O.S.Io.Hieros. | Dezembro 1641 | UVIII |

### Cardeais Presbíteros
| Nº | Nome                                                     | Consistório  | Papa |
| -- | -------------------------------------------------------- | ------------ | ---- |
| 2  | Pascual de Aragón-Córdoba-Cardona e Fernández de Córdoba | Abril 1660   | AVII |
| 3  | Carlo Bonelli                                            | Janeiro 1664 | AVII |

### Cardeal Diacono
| Nº | Nome                                         | Consistório    | Papa |
| -- | -------------------------------------------- | -------------- | ---- |
| 4  | Frederico de Hesse-Darmstadt, O.S.Io.Hieros. | Fevereiro 1652 | IX   |